# Emilio de Gogorza
Emilio Eduardo de Gogorza (Brooklyn, 29 maggio 1872 – New York, 10 maggio 1949) è stato un baritono e insegnante statunitense di discendenza spagnola.

## Biografia
Nacque a Brooklyn, New York, da genitori spagnoli, ma fu allevato e formato musicalmente in Spagna. Tornò negli Stati Uniti quando aveva appena compiuto vent'anni. Ha cantato in molte lingue, tra cui francese, italiano e inglese, oltre allo spagnolo. A causa della miopia pronunciata, non comparve sul palcoscenico operistico, ma divenne invece un rinomato artista e cantante di recital.
De Gogorza ha registrato prodigiosamente per la Victor Talking Machine Company. I suoi dischi mostrano l'intelligenza e la sensibilità del suo canto, oltre a una tecnica vocale raffinata. La Victor pubblicò molte registrazioni non solo con il suo nome ma sotto vari pseudonimi come Carlos Francisco e Herbert Goddard. Usò questi pseudonimi per i dischi pubblicati sull'etichetta nera a basso prezzo della Victor invece che sull'etichetta RCA Red Seal premium per la quale solitamente registrava. Oltre a registrare, prestò anche servizio come primo A&R per Victor. Contribuì a persuadere altri ben noti cantanti lirici a registrare per la compagnia, tra i quali Enrico Caruso che firmò con l'etichetta nel 1904. Curiosamente, De Gogorza e Caruso fecero solo una registrazione insieme, una canzone spagnola dal titolo A la luz de la luna. (Alla luce della luna) nel 1918. Nel 1928, De Gogorza registrò di nuovo la canzone, con il tenore Tito Schipa.
Durante questo periodo fu anche professore di canto e musica per il Curtis Institute of Music di Philadelphia. Tra i suoi studenti c'era Wilbur Evans che nel dicembre 1927 vinse la prima Audizione Radio Nazionale di Atwater Kent, vincendo il primo premio su 50.000 concorrenti. Evans sarebbe diventato un noto baritono di Broadway e della radio, oltre a recitare in South Pacific a Londra, al fianco di Mary Martin.
In pensione De Gogorza insegnò anche; tra i suoi allievi c'erano il compositore americano Samuel Barber e il noto critico musicale di Filadelfia, Max de Schauensee, che lasciò molte affettuose reminiscenze su di lui.
Morì nel 1949 a New York, di cancro ai polmoni all'età di 74 anni.

## Matrimoni
De Gogorza si sposò una prima volta il 29 ottobre 1896 a Manhattan, New York, con Elsa "Elsie" Neumoegen, figlia di N. Berthold e Rebecca [Livingstone] Neumoegen. Sul suo certificato di matrimonio Emilio ha indicato i suoi genitori come Julis Antonio De Gogorza e Francisca Navarette. La sua occupazione fu descritta come cantante nel censimento del 1900. Nel 1911, De Gorgoza sposò Emma Eames, il soprano americano con la quale fece tournée e registrò anche duetti per la Victor. Divorziarono nel 1936.

## Discografia
Elenco delle registrazioni 78 giri disponibili presso la Diaz Ayala Collection presso la Florida International University (FIU):
- A la luna (1918) - Victrola 64847
- A la luz de la luna (1928) - Victor 3049
- Absent - Victrola 64628
- All the World Will be Jealous of Me - Victrola 64688
- Beauty's Eyes - Victor 64372
- Benvenuto Cellini De l'Art, Splendeur Inmortelle (1909) - Victor 141
- Blue Bells of Scotland (1908) - Victrola 590
- Caballero de Gracia - Victor 4293
- Carlos Francisco - Victor B-417
- Carmen Chanson du Toréador (1906) - Victrola 88178